# Église Saint-Martin de Saint-Martin-Lalande
L'église Saint-Martin de Saint-Martin-Lalande est une église située en France sur la commune de Saint-Martin-Lalande, dans le département de l'Aude en région Occitanie.
Le Portail occidental a été inscrit au titre des monuments historiques en 1952.

## Localisation
L'église est située sur la commune de Saint-Martin-Lalande, dans le département français de l'Aude.